# Bàn chân vàng

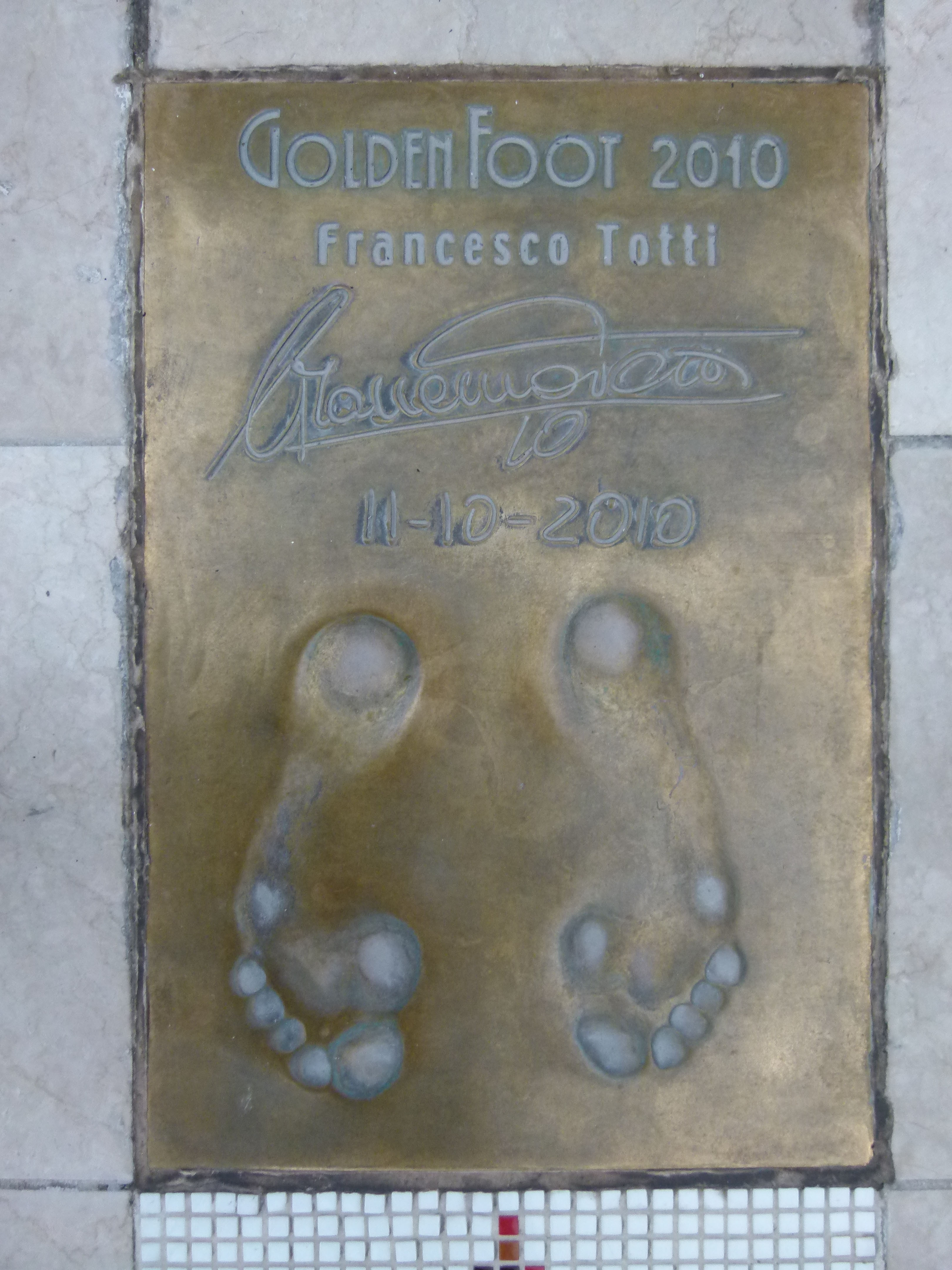
Dấu chân kèm chữ ký của Francesco Totti tại Bàn chân vàng 2010

Bàn chân vàng (tiếng Anh: Golden Foot) là một giải thưởng bóng đá quốc tế được trao cho những cầu thủ chuyên nghiệp để ghi nhận về những đóng góp cho bóng đá và vinh danh những thành tích cá nhân, tập thể trong suốt sự nghiệp của họ. Giải thưởng chỉ được trao cho những cầu thủ ít nhất 28 tuổi còn đang thi đấu và mỗi người chỉ được nhận giải duy nhất một lần.
10 đề cử (gồm cả các danh thủ nam và nữ) được lựa chọn bởi một hội đồng gồm các nhà báo quốc tế dựa trên các tiêu chí là các cầu thủ ít nhất 28 tuổi và vẫn còn chơi bóng. Từ danh sách này, người chiến thắng được chọn ra bởi một cuộc bình chọn trực tuyến trên website của ban tổ chức tại địa chỉ www.goldenfoot.com và bất cứ ai quan tâm cũng có thể bỏ phiếu. Sau đó, buổi lễ trao giải thường diễn ra vào khoảng từ cuối tháng 9 đến giữa tháng 10 tại Monte Carlo, Monaco, những cầu thủ giành giải sẽ để lại vĩnh viễn một khuôn về dấu chân của mình ở "The Champions Promenade" (tạm dịch là Đại lộ những nhà vô địch) trên bờ biển của Công quốc Monaco. Giải được sáng lập bởi Hoàng gia Monaco cho nên trong buổi lễ trao giải các danh thủ thường sẽ được nhận giải từ người đại diện của Hoàng gia xứ Công quốc, ví dụ như năm 2011, Ông hoàng Albert II (người đang trị vì Hoàng gia Monaco) là người trao giải cho danh thủ Ryan Giggs đến từ xứ Wales của Manchester United F.C.
Từ năm 2009, luôn có một buổi đấu giá từ thiện đi kèm với các buổi lễ trao giải Bàn chân vàng. Cuộc đấu giá được tổ chức vào đêm Gala tại Hôtel de Paris, và số tiền giành được sẽ quyên góp cho quỹ phòng chống AIDS.
Tuy trong đề cử cũng có cả các nữ danh thủ nhưng tính đến nay vẫn chưa có nữ danh thủ nào giành được giải Bàn chân vàng.
Danh thủ hiện nay đang giữ giải là Cristiano Ronaldo đến từ Bồ Đào Nha của câu lạc bộ Juventus.

## Người giành giải
| Năm  | Danh thủ             | Câu lạc bộ          | Bầu chọn |
| ---- | -------------------- | ------------------- | -------- |
| 2003 | Roberto Baggio       | Brescia             |          |
| 2004 | Pavel Nedvěd         | Juventus            |          |
| 2005 | Andriy Shevchenko    | Milan               |          |
| 2006 | Ronaldo              | Real Madrid         |          |
| 2007 | Alessandro Del Piero | Juventus            |          |
| 2008 | Roberto Carlos       | Fenerbahçe          |          |
| 2009 | Ronaldinho           | Milan               | 43,755   |
| 2010 | Francesco Totti      | Roma                | 25,738   |
| 2011 | Ryan Giggs           | Manchester United   |          |
| 2012 | Zlatan Ibrahimović   | Paris Saint-Germain |          |
| 2013 | Didier Drogba        | Galatasaray         |          |
| 2014 | Andrés Iniesta       | Barcelona           |          |
| 2015 | Samuel Eto'o         | Antalyaspor         |          |
| 2016 | Gianluigi Buffon     | Juventus            |          |
| 2017 | Iker Casillas        | Porto               |          |
| 2018 | Edinson Cavani       | Paris Saint-Germain |          |
| 2019 | Luka Modrić          | Real Madrid         |          |
| 2020 | Cristiano Ronaldo    | Juventus            |          |
| 2021 | Mohamed Salah        | Liverpool           |          |
| 2022 | Robert Lewandowski   | Barcelona           |          |

### Theo quốc gia
| Quốc gia     | Số lần |
| ------------ | ------ |
| Ý            | 4      |
| Brasil       | 3      |
| Tây Ban Nha  | 2      |
| Croatia      | 1      |
| Cộng hòa Séc | 1      |
| Ba Lan       | 1      |
| Ukraina      | 1      |
| Ai Cập       | 1      |
| Wales        | 1      |
| Thụy Điển    | 1      |
| Bờ Biển Ngà  | 1      |
| Cameroon     | 1      |
| Uruguay      | 1      |
| Bồ Đào Nha   | 1      |

### Theo câu lạc bộ
| Câu lạc bộ          | Số lần |
| ------------------- | ------ |
| Juventus            | 4      |
| Milan               | 2      |
| Paris Saint-Germain | 2      |
| Barcelona           | 2      |
| Brescia             | 1      |
| Antalyaspor         | 1      |
| Fenerbahçe          | 1      |
| Galatasaray         | 1      |
| Manchester United   | 1      |
| Real Madrid         | 2      |
| Roma                | 1      |
| Porto               | 1      |
| Liveprool           | 1      |

## Cầu thủ nữ giành giải
Một giải thưởng tương đương cho Bóng đá nữ được trao từ năm 2022 trở đi.
| Năm  | Cầu thủ          | Câu lạc bộ |
| ---- | ---------------- | ---------- |
| 2022 | Kosovare Asllani | Milan      |

## Giải huyền thoại
- Các giải huyền thoại (tiếng Anh: Golden Foot Legend Awards) thường được trao cho các danh thủ không còn thi đấu và đã khá cao tuổi ngoại trừ một số trường hợp như Javier Zanetti (khi anh vẫn còn thi đấu cho câu lạc bộ Inter Milan của Ý) năm 2011 và mỗi năm thì ban tổ chức thường trao giải cho khoảng từ 03 đến 06 huyền thoại.
- Đáng chú ý trong số các huyền thoại đã nhận giải có duy nhất danh thủ Mia Hamm của Mỹ là nữ giới, cô nhận giải này năm 2014 và tất cả các danh thủ nhận giải huyền thoại đều được lấy khuôn dấu chân và lưu giữ ở The Champions Promenade.

| Năm  | Người giành giải     | Huyền thoại           |
| ---- | -------------------- | --------------------- |
| 2003 | Roberto Baggio       | Diego Maradona        |
| 2003 | Roberto Baggio       | Eusébio               |
| 2003 | Roberto Baggio       | Gianni Rivera         |
| 2003 | Roberto Baggio       | Just Fontaine         |
| 2004 | Pavel Nedvěd         | Alfredo Di Stéfano    |
| 2004 | Pavel Nedvěd         | Dino Zoff             |
| 2004 | Pavel Nedvěd         | Michel Platini        |
| 2005 | Andriy Shevchenko    | Francisco Gento       |
| 2005 | Andriy Shevchenko    | George Best           |
| 2005 | Andriy Shevchenko    | George Weah           |
| 2005 | Andriy Shevchenko    | Gigi Riva             |
| 2005 | Andriy Shevchenko    | Roberto Rivellino     |
| 2006 | Ronaldo              | Alcides Ghiggia       |
| 2006 | Ronaldo              | Ferenc Puskás         |
| 2006 | Ronaldo              | Giacinto Facchetti    |
| 2006 | Ronaldo              | Raymond Kopa          |
| 2006 | Ronaldo              | Zico                  |
| 2007 | Alessandro Del Piero | Gerd Müller           |
| 2007 | Alessandro Del Piero | Hristo Stoitchkov     |
| 2007 | Alessandro Del Piero | Mario Kempes          |
| 2007 | Alessandro Del Piero | Paolo Rossi           |
| 2007 | Alessandro Del Piero | Romário               |
| 2008 | Roberto Carlos       | Aldair                |
| 2008 | Roberto Carlos       | Igor Belanov          |
| 2008 | Roberto Carlos       | Luis Suárez           |
| 2008 | Roberto Carlos       | Zinedine Zidane       |
| 2009 | Ronaldinho           | Karl-Heinz Rummenigge |
| 2009 | Ronaldinho           | Nilton Santos         |
| 2009 | Ronaldinho           | Oleg Blokhin          |
| 2009 | Ronaldinho           | René Higuita          |
| 2009 | Ronaldinho           | Zbigniew Boniek       |
| 2010 | Francesco Totti      | Carlos Dunga          |
| 2010 | Francesco Totti      | Francisco Varallo     |
| 2010 | Francesco Totti      | Franz Beckenbauer     |
| 2010 | Francesco Totti      | Giancarlo Antognoni   |
| 2010 | Francesco Totti      | Hugo Sánchez          |
| 2011 | Ryan Giggs           | Abedi Pele            |
| 2011 | Ryan Giggs           | Javier Zanetti        |
| 2011 | Ryan Giggs           | Luís Figo             |
| 2011 | Ryan Giggs           | Rabah Madjer          |
| 2011 | Ryan Giggs           | Ruud Gullit           |
| 2012 | Zlatan Ibrahimović   | Eric Cantona          |
| 2012 | Zlatan Ibrahimović   | Franco Baresi         |
| 2012 | Zlatan Ibrahimović   | Lothar Matthäus       |
| 2012 | Zlatan Ibrahimović   | Pelé (giải đặc biệt)  |
| 2013 | Didier Drogba        | Carlos Valderrama     |
| 2013 | Didier Drogba        | Jean-Pierre Papin     |
| 2013 | Didier Drogba        | Osvaldo Ardiles       |
| 2014 | Andrés Iniesta       | Antonín Panenka       |
| 2014 | Andrés Iniesta       | Jean-Marie Pfaff      |
| 2014 | Andrés Iniesta       | Hakan Sukur           |
| 2014 | Andrés Iniesta       | Hidetoshi Nakata      |
| 2014 | Andrés Iniesta       | Mia Hamm              |
| 2014 | Andrés Iniesta       | Roger Milla           |
| 2015 | Samuel Eto'o         | Gheorghe Hagi         |
| 2015 | Samuel Eto'o         | Daniel Passarella     |
| 2015 | Samuel Eto'o         | David Trezeguet       |
| 2015 | Samuel Eto'o         | Rinat Dasayev         |

### Tổng xếp hạng theo quốc gia
| Quốc gia     | Số lần |
| ------------ | ------ |
| Brasil       | 10     |
| Ý            | 10     |
| Argentina    | 7      |
| Pháp         | 7      |
| Đức          | 4      |
| Tây Ban Nha  | 3      |
| Ukraina      | 3      |
| Bồ Đào Nha   | 2      |
| Cộng hòa Séc | 2      |
| Colombia     | 2      |
| Cameroon     | 2      |
| Hà Lan       | 1      |
| Uruguay      | 1      |
| Wales        | 1      |
| Thụy Điển    | 1      |
| Bờ Biển Ngà  | 1      |
| Bắc Ireland  | 1      |
| Liberia      | 1      |
| Hungary      | 1      |
| Bulgaria     | 1      |
| Ba Lan       | 1      |
| México       | 1      |
| Ghana        | 1      |
| Algérie      | 1      |
| Bỉ           | 1      |
| Thổ Nhĩ Kỳ   | 1      |
| Nhật Bản     | 1      |
| Hoa Kỳ       | 1      |
| Nga          | 1      |
| România      | 1      |